# 马塞利努维埃拉
马塞利努维埃拉（葡萄牙語：Marcelino Vieira）是巴西北大河州的一个市镇。总面积345.707平方公里，总人口8048人，人口密度23.3人/平方公里。